# Enea Poznań Open 2023
L'Enea Poznań Open 2023 è stato un torneo maschile di tennis giocato sulla terra rossa. È stata la 19ª edizione del torneo, facente parte della categoria Challenger 100 nell'ambito dell'ATP Challenger Tour 2023. Si è giocato al Park Tenisowy Olimpia di Poznań, in Polonia, dal 19 al 24 giugno 2023.

## Partecipanti

### Teste di serie
| Nazionalità          | Giocatore                  | Ranking* | Testa di serie |
| -------------------- | -------------------------- | -------- | -------------- |
|                      | Aleksandr Ševčenko         | 92       | 1              |
| Argentina            | Federico Coria             | 93       | 2              |
| Rep. Ceca            | Tomáš Macháč               | 110      | 3              |
| Argentina            | Facundo Díaz Acosta        | 115      | 4              |
| Cile                 | Marcelo Tomás Barrios Vera | 161      | 5              |
| Francia              | Geoffrey Blancaneaux       | 166      | 6              |
| Bosnia ed Erzegovina | Damir Džumhur              | 167      | 7              |
| Rep. Ceca            | Dalibor Svrčina            | 192      | 8              |

* Ranking al 12 giugno 2023.

### Altri partecipanti
I seguenti giocatori hanno ricevuto una wild card per il tabellone principale:
- Dali Blanch
- Leo Borg
- Maks Kaśnikowski

I seguenti giocatori sono entrati in tabellone come alternate:
- Max Houkes
- Timo Stodder

I seguenti giocatori sono passati dalle qualificazioni:
- Jérôme Kym
- Rudolf Molleker
- Neil Oberleitner
- David Jordá Sanchís
- Manuel Guinard
- Ulises Blanch

Il seguente giocatore è entrato in tabellone come lucky loser:
- Carlos Taberner

## Punti e montepremi
| Torneo    | Torneo              | V      | F     | SF    | QF    | 2T    | 1T    | Q | Q2  | Q1  |
| Singolare | Punti               | 100    | 60    | 36    | 20    | 9     | 0     | 5 | 2   | 0   |
| Singolare | Premi in denaro (€) | 16,020 | 9,415 | 5,555 | 3,240 | 1,900 | 1,160 | – | 580 | 290 |
| Doppio    | Punti               | 100    | 60    | 36    | 20    | –     | 0     | – | –   | –   |
| Doppio    | Premi in denaro (€) | 6,845  | 4,050 | 2,400 | 1,420 | –     | 800   | – | –   | –   |

## Campioni

### Singolare
Mariano Navone ha sconfitto in finale  Marcelo Tomás Barrios Vera con il punteggio di 7–5, 6–3.

### Doppio
Karol Drzewiecki /  Petr Nouza hanno sconfitto in finale  Ariel Behar /  Adam Pavlásek con il punteggio di 7–6(2), 7–6(2).